# Trombetas
De Rio Trombetas is een Braziliaanse rivier die stroomt door de Braziliaanse staat Pará. Ze is een voedende zijrivier van de Amazone. Haar eigen zijrivieren ontspringen niet in Brazilië; de Cafuini en Poana ontspringen in het Braziliaans-Guyanees grensgebied en de Anamu ontspringt op de grens van Brazilië met Suriname. Zij is 760 km lang.

## Stroomgebied
De Trombetas is een zwartwaterrivier met bronnen in het hoogland van Guyana, in de Sierra Acara en bronnen van andere zijrivieren ontspringen in het grensgebied met Guyana en Suriname. De rivier stroomt hoofdzakelijk naar het zuiden en wordt regelmatig onderbroken door rotspartijen en watervallen. In de bovenloop ontvangt ze de zijrivieren Anamu en Turuna. In het midden loopt de rivier langs het Trombetas Biologisch Reservaat en monden op de rechteroever nog de Imabú en Mapuera (340 km) uit.

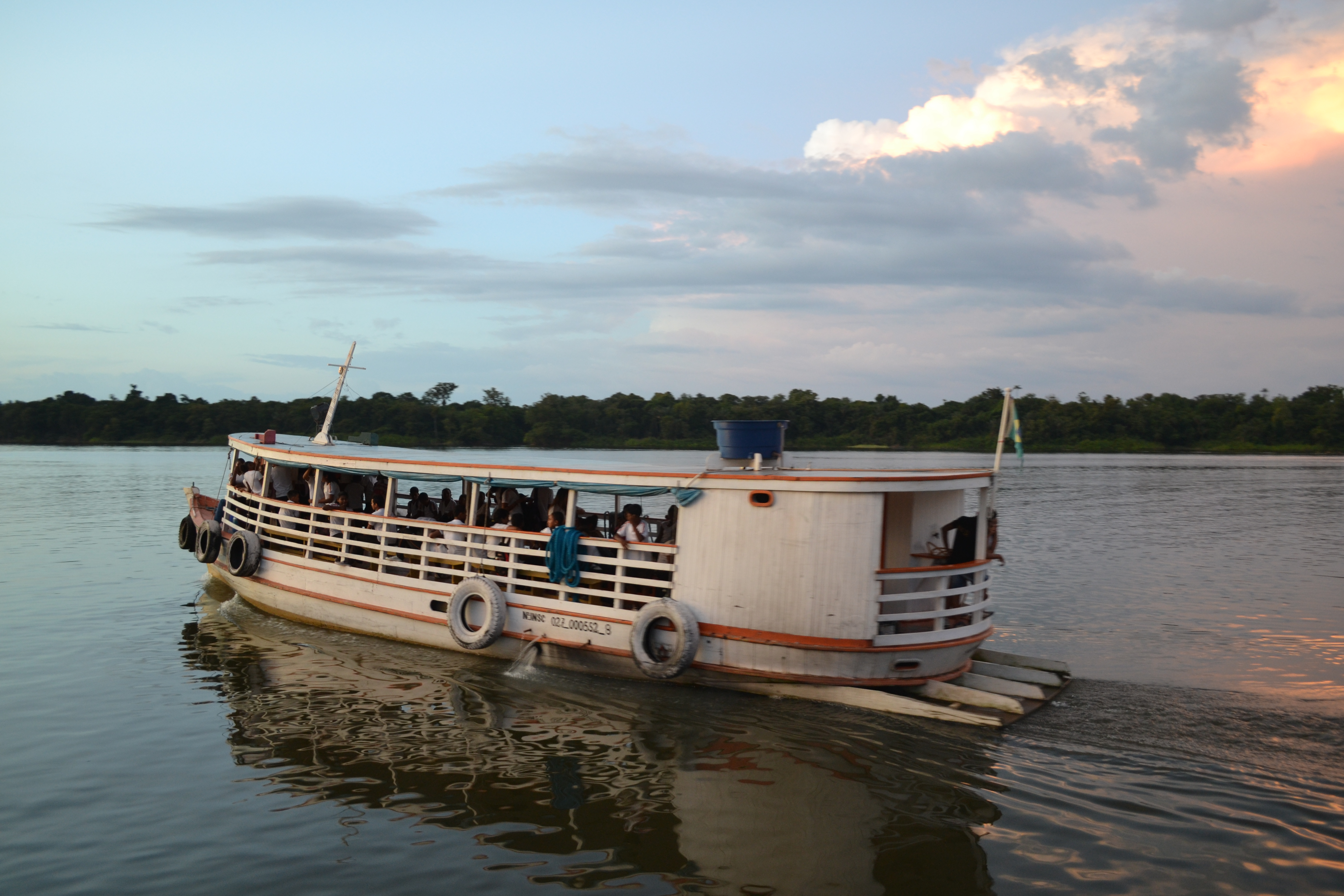
Transport van kinderen van de Quilombo gemeenschappen aan de rivier de Trombetas

Bijna bij de monding, aan de linkerkant van de rivier mondt de Paru de Oeste of Cuminá (710 km) uit. In haar laatste deel mondt zij zelf uit in de Amazone, tussen de rivieren Nhamundá en Cuminapanema en ten noorden van de stad Óbidos. Zij doet dit via een reeks van grote meren, verbonden door meerdere kanalen, waaronder het Erepecu meer (132 km², 34 km lang en 8 breed) en twee niet nader genoemde meren (van 146 km² of 42 km lang en 11 breed). Op de oever ligt de stad Oriximiná.

## Bevaarbaarheid
Tot aan de eerste waterval, Porteira, is de rivier ondiep en moerassig, maar over de lange reeks van stroomversnellingen en watervallen, verandert dit aspect volledig. De rivier is slechts bevaarbaar over de laatste 150 km van zijn loop tot zijn uitmonding in de Amazone.

## Plaatsen
De plaatsen gelegen aan de rivier de Trombetas in volgorde stroomafwaarts:
- Cachoeira Porteira (Oriximiná)
- Porto Trombetas (Oriximiná)
- Oriximiná

## Zijrivieren
De Trombetas heeft een aantal zijrivieren. In volgorde stroomafwaarts:
- Turuna
- Velho
- Igarapé do Jacuri
- Imabu/Cachorro
- Mapuera
- Paru de Oeste
- Paraná Cachoeiri

- Virtual International Authority File: 245812220